# Heidweihergraben (Altmühl)
Der Heidweihergraben (am Oberlauf Steingraben und am Mittellauf Haidgraben genannt, Ober- und Mittellauf können auch als Wiesengraben bezeichnet werden) ist ein linker und östlicher Zufluss der Altmühl bei Gunzenhausen im mittelfränkischen Landkreis Weißenburg-Gunzenhausen.

## Verlauf
Der Bach entspringt als Steingraben am nördlichen Ortsrand von Frickenfelden und fließt zunächst in nördliche Richtung durch eine Offenlandschaft. Er knickt anschließend in eine westliche bis nordwestliche Richtung und unterquert unweit eines Sportplatzes die Staatsstraße 2222. Anschließend gibt es einen Namenswechsel zum Haidgraben, der entlang des Waldrandes und teils durch den Gräfensteinberger Wald fließt. Der Altmühlüberleiter, der hier unterirdisch verläuft, unterquert den Haidgraben. Der Haidgraben fließt nördlich von Gunzenhausen in den Heidweiher. Aus dem Weiher tritt das Gewässer als Heidweihergraben aus, der zunächst die Bundesstraße 466 unterquert und anschließend parallel zum Altmühlüberleiter fließt. Nachdem der Bach Schlungenhof durchquert und die Bundesstraße 13 unterquert hat, mündet er nach einem Lauf von insgesamt rund 5,5 Kilometern auf einer Höhe von 413 m ü. NHN nahe dem Altmühlsee und dem Seezentrum Schlungenhof von links bzw. von Osten in die Altmühl.